# منطقه حفاظت‌شده خانگرمز
منطقهٔ حفاظت‌شدهٔ خانگرمز یک منطقهٔ حفاظت‌شده با مساحت ۸۸۰۳ هکتار است که در استان همدان در ایران قرار دارد. این منطقهٔ حفاظت‌شده طبق مصوبهٔ شمارهٔ ۶۷۲ در تاریخ ۱۳۸۰/۷/۲۵ در فهرست مناطق تحت حفاظت سازمان محیط زیست ایران قرار گرفت.